# Rabila frontalis
Rabila frontalis là một loài bướm đêm trong họ Noctuidae.